# Ara atwoodi
Ara atwoodi — вимерлий птах родини папугових, що мешкав на острові Домініка.

## Зовнішній вигляд
Відомий винятково за описом зоолога Томаса Етвуда (англ. Thomas Atwood), зробленому в 1791 році в його творі «Історія острова Домініка» (англ. History of the Island of Dominica). Згідно з описом, цей ара був жовто-зеленого кольору. Ділянки навколо очей і боків голови були голі, тілесного відтінку.
Папуга описувався Етвудом як бажаний мисливський трофей — його м'ясо вживали в їжу. Крім того ці папуги були популярні як свійські тварини.
Спочатку зоолог Остін Кларк прилічив цих папуг до виду Гваделупських ара (Ara guadeloupensis). Однак, після виявлення записів Етвуда, виділив їх в окремий вид.
Винищений, імовірно, наприкінці XVIII або на початку XIX століття.